# Deropeltis elgonensis
Deropeltis elgonensis es una especie de cucaracha del género Deropeltis, familia Blattidae.

## Distribución
Esta especie se encuentra en Kenia, Ruanda y Burundi.